# Ammas
Ammas (também grafado Ammes) é uma vila na comuna de El Ouata, na província de Béchar, Argélia. A vila está localizada na margem nordeste do rio Oued Saoura, a 2 quilômetros (1,2 milha) ao sudoeste de El Ouata. Está ligada a El Ouata através de uma longa estrada local ao lado do rio, junto com as outras vilas El Maffa, Aguedal e El Beïda.